# 國王巨蛋
國王巨蛋（英語：Kingdome）是一座位於西雅圖的多用途體育館，曾為美國職棒大聯盟西雅圖水手隊所屬的室內棒球場。國王巨蛋於2000年停用並遭到拆除，其後世紀互聯體育場於原址建成，在2002年開幕。